# ألدا ماغياري
ألدا ماغياري (مواليد 19 أكتوبر 2000) هي حارسة مرمى كرة الماء ‏ المجرية.

## المسيرة الرياضية
في الألعاب الأولمبية الصيفية لعام 2020، تنافست مع منتخب المجر الوطني لكرة الماء للسيدات في بطولة السيدات [الإنجليزية].
شاركت في بطولة العالم للشباب لكرة الماء لعام 2016 للسيدات، وبطولة العالم للسيدات في كرة الماء لعام 2018، ودوري كرة الماء العالمي 2019، وبطولة العالم لكرة الماء للسيدات لعام 2019، بطولة العالم للألعاب المائية 2019، الدوري العالمي لكرة الماء للسيدات 2020 ‏.

## وصلات خارجية
- ألدا ماغياري على موقع الاتحاد الدولي للسباحة (الإنجليزية)
- ألدا ماغياري على موقع الاتحاد المجري لكرة الماء (الهنغارية)
- ألدا ماغياري على موقع أوليمبيديا (الإنجليزية)